# カシオペア (コンピュータ)
カシオペア (Cassiopeia) は、カシオ計算機の携帯情報端末 (PDA)、パーソナルコンピュータのシリーズ名、および法人向けプロジェクタ (DLP) のブランド名である。本記事ではコンピュータについての説明を行う。
初期のカシオペアはWindows CEを搭載したPDAで、ハンドヘルドPC (H/PC) 版のAシリーズ、手のひらサイズのEシリーズなどがラインナップされた。また、1998年からはWindows 98/Windows Me/Windows 2000/Windows XP搭載サブノートパソコン（MPCシリーズ）のブランド名としてカシオペアFIVAが登場した。いずれも一般消費者向けモデルは2000年代前半を最後に新機種のリリースは停止している。その後はWindows CE系オペレーティングシステム (OS) を搭載した業務用携帯端末（ハンディターミナル）の一部機種にCASSIOPEIAの名称が受け継がれている。

## ハンドヘルドPC型

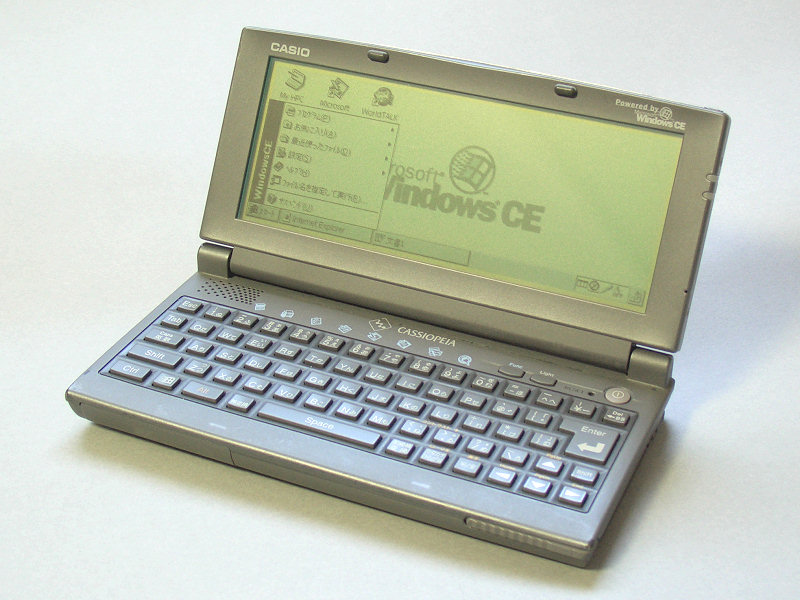
カシオペアA-60（1998年）
----
カシオ最後の日本語版Handheld PCモデル

個人向けのAシリーズと企業向けのPAシリーズがリリースされた。
Aシリーズはモノクローム液晶ディスプレイを使用していることもあって、専用リチウムイオン二次電池やACアダプター以外に単3アルカリ乾電池または充電式のニッケル水素電池で使用可能なモデルである。初期にOSとして搭載していたWindows CE 1.0はWindowsの名を持つものの、ノートPCと比べて機能が極めて限定されるうえ、実行速度も不十分であり評判は芳しくなかった。Windows CE 2.0対応製品になると機能・速度がやや改善され、当時整備されつつあったモバイル通信環境との組み合わせで、制限は多いもののPDA/通信端末としてある程度の実用性を備えるものとなった。なお、カシオはA-50/51/51Vのバージョンアップサービスも期間限定ながら実施したため、A-51/51Vのバージョンアップ版でA-55Vなどに対応したアプリケーションソフトウェアを使うことができるようになった。
NECのモバイルギアがWindows CE 2.0のリリースとともに筐体をミニサイズから従来モデル（いわゆるDOSモバ）のサイズに復し、テキスト入力を重視したのに対し、カシオペアAシリーズはあくまで初期のハンドヘルドサイズのままの製品を継続した。CE 2.0の世代において注目を集めたカラー液晶も採用せず、あくまで乾電池対応の長時間駆動モデルとするなど設計思想の違いが随所に見られた。1998年半ばをもって新機種の発売はなくなり、以後は新機軸のEシリーズに移行した。

### 英語版モデル
A-10/A-11
1996年11月18日、米国で発売。カシオペアシリーズの初代機種。Windows CEバージョン1.0のH/PC英語版をOSとし、A-10は2MB、A-11は4MBのRAMを内蔵する。CPUに40MHz動作のSH-3（日立製作所製）、液晶にタッチパネル対応・ELバックライト内蔵の480x240ピクセル・4階調FSTNタイプ、外部インターフェースにPCカードスロット（Type2）、RS-232C、IrDAなどを採用する基本仕様はその後のAシリーズの基本スペックとなった。基本的に英語圏向けモデルだが、日本語版OSが未発表だったこともあり、A-11については日本でも同年11月30日に英語版のままA-11Jとして発売された。後にはOSをバージョン2.0にアップグレードする有料サービスが行われた。
A-20
1997年12月、米国で発売。Windows CEバージョン2.0のH/PC英語版をOSとし、8MBのRAMを内蔵する。CPUのSH-3は従来比二倍速の80MHz動作版となり、日本語版の前世代機A-50/A-51と同様にPCカードとコンパクトフラッシュ（CF）のダブルカードスロットを搭載する筐体が採用された。日本では同じく1997年12月に英語版のままA-20Jとして発売された。

### 日本語版モデル
A-50/A-51
1997年7月10日、日本で発売。日本語版H/PCとしては業界初のモデル。Windows CEバージョン1.01のH/PC日本語版をOSとし、A-50は4MB、A-51は8MBのRAMを内蔵する。基本性能は米国版A-10/A-11を踏襲しているものの、キーボードが日本語配列となり、PCカードスロットに加えてCFカードスロットが増設されるなどハードウェア面での変更もあった。後にはOSをバージョン2.0にアップグレードする有料サービスが行われた。また、企業向けモデルとしてはA-51をベースにしたPA-2000（同年7月10日発売）、A-51からキーボードを外したペンオペレーション専用版のPA-2100（同年9月10日発売）がラインアップされた。
A-51V
1997年12月10日、日本で発売。CPUのSH-3を従来比二倍速の80MHz動作版としたもの。添付ソフトウェアでは標準のPocket Internet Explorerより高機能なブラウザであるNetFront（ACCESS製）など5本が追加された。後にはOSをバージョン2.0にアップグレードする有料サービスが行われた。企業向け派生モデルとしてA-51VベースのPA-2000Vとペンオペレーション専用版のPA-2300Vがラインアップされた。
A-55V
1998年4月30日、日本で発売。A-51VのOSをWindows CEバージョン2.0のH/PC日本語版に変更したもので、英語版A-20と違い液晶パネルの解像度は480x240のまま。
A-60
1998年9月10日、日本で発売。A-55Vの液晶ディスプレイを640x240ピクセルにしたもので、A-20の日本語版。カシオの日本語版H/PCとしては最後の製品となった。

### 仕様表
| 型名    | OS仕様                  | 液晶パネル            | 解像度  | CPU        | ROM  | RAM | 外部カード   | キーボード  | 乾電池駆動 | 初発売             |
| ------- | ----------------------- | --------------------- | ------- | ---------- | ---- | --- | ------------ | ----------- | ---------- | ------------------ |
| A-10    | H/PC英語版（CE 1.0）    | モノクロFSTN（4階調） | 480x240 | SH-3 40MHz | 4MB  | 2MB | PCカード     | US配列準拠  | 単三2本    | 1996年11月（米国） |
| A-11    | H/PC英語版（CE 1.0）    | モノクロFSTN（4階調） | 480x240 | SH-3 40MHz | 4MB  | 4MB | PCカード     | US配列準拠  | 単三2本    | 1996年11月（米国） |
| A-20    | H/PC英語版（CE 2.0）    | モノクロFSTN（4階調） | 640x240 | SH-3 80MHz | 8MB  | 8MB | PCカード・CF | US配列準拠  | 単三2本    | 1997年12月（米国） |
| A-50    | H/PC日本語版（CE 1.01） | モノクロFSTN（4階調） | 480x240 | SH-3 40MHz | 24MB | 4MB | PCカード・CF | JIS配列準拠 | 単三2本    | 1997年07月（日本） |
| A-51    | H/PC日本語版（CE 1.01） | モノクロFSTN（4階調） | 480x240 | SH-3 40MHz | 24MB | 8MB | PCカード・CF | JIS配列準拠 | 単三2本    | 1997年07月（日本） |
| A-51V   | H/PC日本語版（CE 1.01） | モノクロFSTN（4階調） | 480x240 | SH-3 80MHz | 24MB | 8MB | PCカード・CF | JIS配列準拠 | 単三2本    | 1997年07月（日本） |
| A-55V   | H/PC日本語版（CE 2.0）  | モノクロFSTN（4階調） | 480x240 | SH-3 80MHz | 24MB | 8MB | PCカード・CF | JIS配列準拠 | 単三2本    | 1998年04月（日本） |
| A-60    | H/PC日本語版（CE 2.0）  | モノクロFSTN（4階調） | 640x240 | SH-3 80MHz | 24MB | 8MB | PCカード・CF | JIS配列準拠 | 単三2本    | 1998年09月（日本） |
| PA-2000 | H/PC日本語版（CE 1.01） | モノクロFSTN（4階調） | 480x240 | SH-3 40MHz | 24MB | 8MB | PCカード・CF | JIS配列準拠 | 単三2本    | 1997年07月（日本） |
| PA-2100 | H/PC日本語版（CE 1.01） | モノクロFSTN（4階調） | 480x240 | SH-3 40MHz | 24MB | 8MB | PCカード・CF | なし        | 単三2本    | 1997年09月（日本） |

## パームサイズPC型

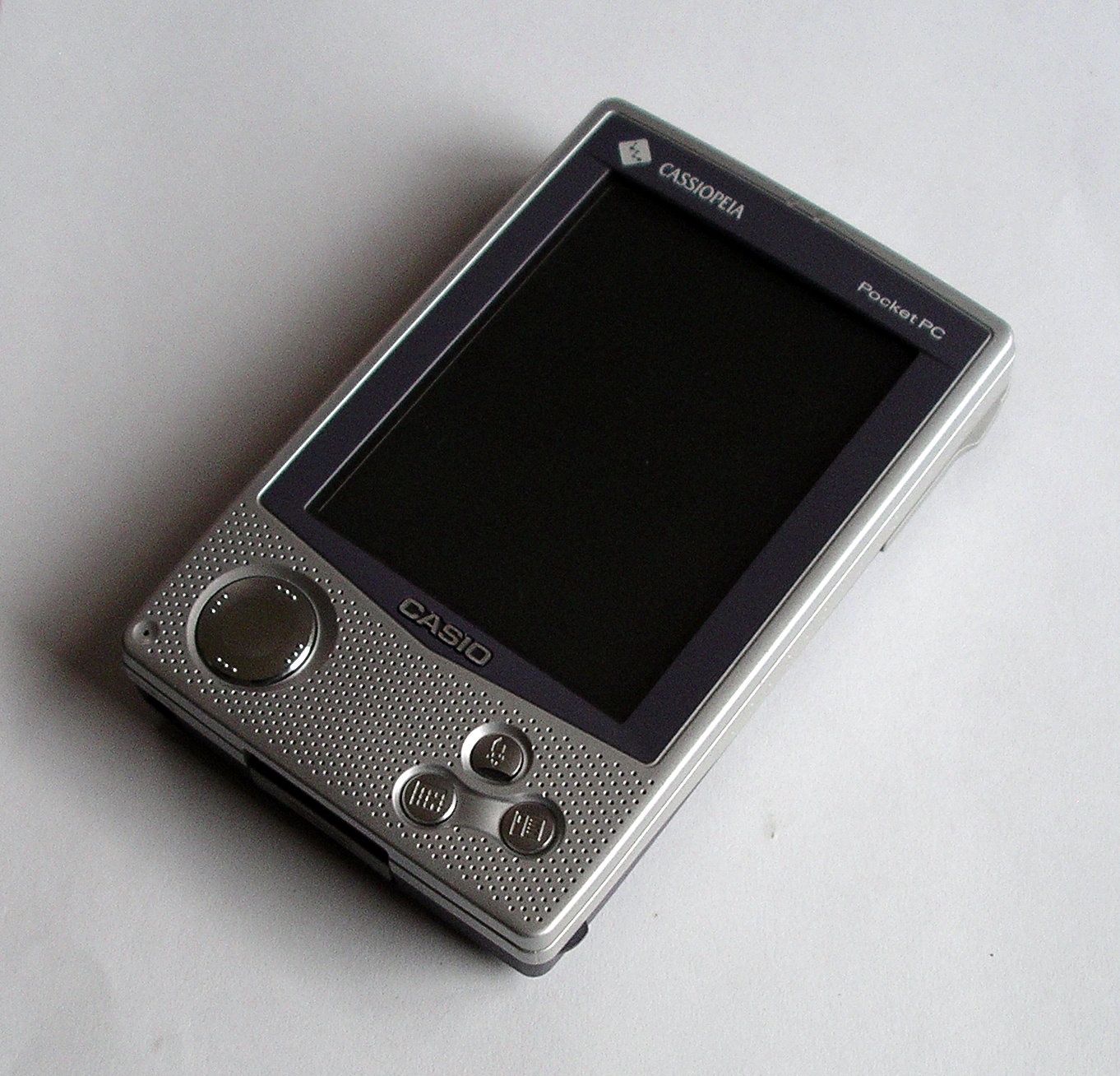
カシオペアE-125（2000年）
----
英語版OSを搭載したカラー液晶のPocket PCモデル

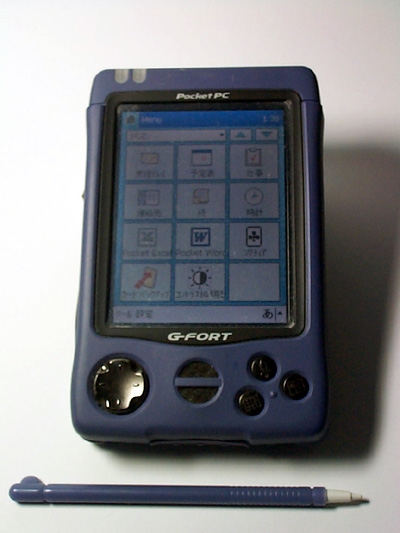
G-FORT（2000年）
----
NTTドコモに供給されたカラー液晶のPocket PCモデル

Eシリーズは初期のPsPCモデルと、Pocket PCモデルとに大別される。E-55/65はAシリーズ同様にモノクロ液晶ディスプレイを採用し、単4電池で使用できたが、E-500/700などのカラーLCDモデルでは電池容量の増大を図るためリチウムイオン電池パックを採用している。PsPCモデルは、OS自体の完成度がH/PC1.0以上に低く、やはり市場の支持を得ることはできなかった。
その後Microsoft社はOSを全面的に改良したWindows CE 3.0とPocket PCプラットフォームとの組み合わせで大幅な機能改善を果たし、引き続きPocket PC 2002、2003などのバージョンアップ版を市場に投入した。しかしPocket PC市場での不振などにより、カシオはEシリーズの個人向け製品からは撤退した。
ハードウェア的にはE-750までのMIPSアーキテクチャを採用したNECのVRシリーズを搭載したモデルと、ARM系CPUを採用したE-2000以降に大きく分けられる。

### Palm-size PC世代

#### 英語版モデル
E-10/E-11
E-10は1998年5月、米国で発売。米マイクロソフトによるPalm-size PC（当時はPalm PC）発表時から発売予定が公表されていた、世界で第一世代のPalm-size PCのひとつで、外装はPalm IIIを強く意識したデザインとなっている。Windows CEバージョン2.01のPalm-size PC 1.0英語版をOSとし、CPUにはVR4111（日本電気製） 69MHzを採用、4MBのRAMを内蔵する。E-11はRAMを8MBに増量したモデルで、同年11月に発売された。
E-15
1999年5月、米国で発売。E-10/E-11に続く第二世代モデルで、日本語版E-55とほぼ共通の仕様となっている。
E-100
1999年5月、米国で発売。英語版初のカラー液晶モデルで、日本語版E-500とほぼ共通の仕様となっているが外装デザインに細かい差があり、またRAMは半分の16MBである。
E-105
2000年1月、米国で発売。E-100のRAMを32MBに倍増させたモデル。性能面では日本語版E-500に相当する。

#### 日本語版モデル
E-55
1998年12月15日、日本で発売。Windows CEバージョン2.11のPalm-size PC 1.2日本語版をOSとする。英語版E-10とは異なりこちらは全体的にスクエアな形状で、シャンパンゴールドのカラーリングとなった。ゲームボーイのように画面左下に十字キー、右下に複数の独立ボタンを配したデザインが特徴的で、以後のEシリーズもこれを踏襲している。CPUにVR4111（日本電気製） 69MHzを採用し、RAMは16MBを内蔵する。
NTTドコモ経由で販売されたCASSIOPEIA for DoCoMoはE-55から派生したモデルで、RAMを8MBに半減させ、携帯電話接続ケーブルや通信ソフトを添付したもの。RAM容量は減っているものの埋め合わせとして15MBのCFカードが付属しており、価格面でも通常のE-55よりも安価に入手ができたため、手軽なPalm-size PCとして非ドコモユーザーにも人気を博した。
E-500
1999年3月26日、日本で発売。カラー液晶モデル。デザインはE-55に近いがCPUがVR4121 131MHzとなり、RAMが32MBに倍増され、またヘッドフォンジャックがステレオ対応となるなど大幅な性能強化が施された。一方で本体サイズは大型化し、電源はリチウムイオン二次電池専用となり乾電池は使用できなくなった。カラー写真の表示や、当時ブームになりつつあったMP3形式のオーディオファイル再生、カシオ独自形式（CMFファイル）の動画再生などが行えるオリジナルソフトウェア群が添付されるなど、従来とは打って変わってマルチメディアやエンターテイメントにフォーカスした機種となった。同年5月発売のE-507は、CFカードスロットに挿入して使用する専用の35万画素カメラユニットJK-710DCを添付したモデルで、写真や動画の撮影を行うことができる。なおJC-710DCは同年6月に単体でも発売されたが、E-55/E-65等のモノクロ世代のモデルでは動作しない。
E-65
1999年11月22日、日本で発売。E-55の後継モデルで、従来CD-ROMに収録されていた添付ソフトウェア群の大部分があらかじめ内蔵ROMに記録されているため、少ないRAM領域を圧迫せずにソフトウェアの使用ができる。本体の形状はE-55と同じだがカラーリングはシャンパンゴールドからメタリックな濃紺色に変更され、独特の概観となった。
E-503
1999年11月22日、日本で発売。E-500の後継モデルで、変更点はE-55に対するE-65と同様、添付ソフトウェア群のROM収録とカラーリングの濃紺色化など。
PocketPostPet
メールソフトPostPet端末としてNTTドコモから発売された。ハードウェアキーボードを持った折りたたみ型の端末で、携帯電話での通信用に本体にPDC接続ケーブルも内蔵している。UIはH/PCでもPalm-size PCでもなくWindows CE 2.12ベースの独自UI。CASSIOPEIA for DoCoMoとは異なりCASSIOPEIAの名前は冠していないがハードウェア的にはCASSIOPEIAのEシリーズに近い構成となっている。

### Pocket PC世代

#### 英語版モデル
E-115

E-125

E-200

l'agenda BE-300
日本語版BE-500に先んじて欧米で発売された。CPU:VR-4131 166MHz

#### 日本語版モデル
E-700
Pocket PC。SDカード採用。通信はシリアル経由のみ。丸みを持ったデザインで多くのカラーバリエーションモデルが販売された。CPU:VR-4122 150MHz
E-800
法人向けのPocket PC。仕様はE-700相当だが、筐体を強化し、SDの代わりにCF通信カードに対応、本体に少ないながらもフラッシュメモリを搭載。
赤外線通信(IrDA)モードはFIR(4Mbps)。
G-FORT
発売はNTTドコモ。外見や仕様は本体底面部を除いてE-800とほぼ同一だが辞書ソフトやmopera接続ソフトなどが搭載され
その一方でコストダウンのためか内蔵フラッシュが廃され赤外線通信(IrDA)モードがSIR(115.2Kbps)となった。
E-707
E-700をベースとした法人向けモデルで同社MIPS CPU搭載タイプでは唯一SD/CF両対応。NTTドコモのPDCパケット通信サービス【DoPa】通信モジュールを本体に内蔵する。
E-750
E-503相当の筐体を用いたPocket PC。E-700が当時は高価なSDメモリカードのみの対応でCFタイプの通信カードが使用できないこと、性能面でもStrongARMを採用したiPAQに見劣りすることもあり、CF通信カード対応、CPU動作クロックを強化などが行われた。CPU:VR-4131 200MHz
E-2000
Pocket PC 2002。SD/CFカード両方に対応。マイクロソフトの方針変更によりARM系となる。CPU:インテルStrongARM SA-1110 206MHz
l'agenda（ラジェンダ） BE-500
Windows CE 3.0。Pocket PCを使用せず独自のGUIを実装。低価格路線を目指したが、同時期にPocket PC搭載機の価格も低下したこともあり普及を果たせなかった。英語などの学習ソフトを同梱したモデル(TE-700/710/750)もあり。CPU:VR-4131 166MHz
E-3000
Pocket PC 2002、電池容量を強化。CPU:インテルPXA-255 400MHz
OSがCE4.1になったE-3100もある。
姉妹機としてNECのMC/PG7000(本体色以外ほぼ同一)や富士通PocketLOOX FLX3(本体前面外装とOS以外ほぼ同一)がある。

### 仕様表
| 型名        | OS仕様                  | 液晶パネル               | 解像度  | CPU           | ROM  | RAM  | 外部カード | キーボード | 乾電池駆動 | 初発売             |
| ----------- | ----------------------- | ------------------------ | ------- | ------------- | ---- | ---- | ---------- | ---------- | ---------- | ------------------ |
| E-10        | PsPC英語版（CE 2.01）   | モノクロFSTN（4階調）    | 240x320 | VR4111 69MHz  | 8MB  | 4MB  | CF         | なし       | 単四2本    | 1998年05月（米国） |
| E-11        | PsPC英語版（CE 2.01）   | モノクロFSTN（4階調）    | 240x320 | VR4111 69MHz  | 8MB  | 8MB  | CF         | なし       | 単四2本    | 1998年11月（米国） |
| E-15        | PsPC英語版（CE 2.11）   | モノクロFSTN（4階調）    | 240x320 | VR4111 69MHz  | 32MB | 16MB | CF         | なし       | 単四2本    | 1999年05月（米国） |
| E-100       | PsPC英語版（CE 2.11）   | カラーHAST（65,536万色） | 240x320 | VR4121 131MHz | 32MB | 16MB | CF         | なし       | 非対応     | 1999年05月（米国） |
| E-105       | PsPC英語版（CE 2.11）   | カラーHAST（65,536万色） | 240x320 | VR4121 131MHz | 32MB | 32MB | CF         | なし       | 非対応     | 2000年01月（米国） |
| E-55/E-65   | PsPC日本語版（CE 2.11） | モノクロFSTN（4階調）    | 240x320 | VR4111 69MHz  | 32MB | 16MB | CF         | なし       | 単四2本    | 1998年12月（日本） |
| E-500/E-503 | PsPC日本語版（CE 2.11） | カラーHAST（65,536万色） | 240x320 | VR4121 131MHz | 32MB | 32MB | CF         | なし       | 非対応     | 1999年03月（日本） |
| for DoCoMo  | PsPC日本語版（CE 2.11） | モノクロFSTN（4階調）    | 240x320 | VR4111 69MHz  | 32MB | 8MB  | CF         | なし       | 単四2本    | 1999年03月（日本） |

## カシオペア FIVA
ノートパソコンおよびペンコンピュータがある。ノートパソコン後期のMPC-200シリーズにはスイッチ切り換えによるデュアルブートでLinuxを起動できるモデルもラインアップされた。

### MPC-100シリーズ
1998年から2000年にかけて展開され、いずれも個人向けモデル。東芝のリブレットを強く意識したA5サイズのミニノートPCで、ボディ外装はマグネシウム合金、CPUにはMediaGX系が採用された。液晶はカシオが独自に開発した6.7インチHAST(ハイパー・アモルファス・シリコンTFT)液晶を搭載するが、取り付け位置が左側に偏り、その右側のスペースに、右手親指で操作する「サムパッド」と称するタッチパッドが設けられ、キーボードの左奥側にクリックボタンが配置される独特のデザインが特徴。
MPC-10x/20x/21xシリーズ：個人向け ノート型PC
MPC-101系
1998年11月21日発売の初代シリーズで、ハードウェア構成の違う2モデルが用意された。OSにMicrosoft Windows 98、CPUにMedia GXm 200MHz 動作電圧2.2V（サイリックス製）、メモリを32MB（増設で最大96MB）としており、MPC-101M31はHDD容量が2.1GB、MPC-101M32は3.2GBで加えてV.90/K56flex対応のモデムを内蔵する。本体カラーリングは外側がシルバーで内側がダークグレー、キーボードはグレーとなっている。直販系のPCメーカーだったアキアをカシオが傘下に納めた際にはアキアのPCラインナップにも加えられた。別ブランドではなく、あくまでCASSIOPEIA FIVAとして販売された。
MPC-102系
1999年11月下旬発売のMPC-102M62はOSがMicrosoft Windows 98 Second Editionとなり、CPUにMedia GXm 233MHz 動作電圧2.5V、メモリが64MB、HDDが6GBにアップグレードされたマイナーチェンジモデル。モデムを内蔵する。2000年6月5日には同一ハードウェア構成のまま、プリインストールソフトウェアにPostPetバージョン2.0など4ソフトを加えたMPC-102M62Sが発売された(CPUはGeode GXLV 233MHz 動作電圧2.5V に変更されている)。 本体カラーリングはMPC-101系よりも明るい、パール系の白色のクリスタルホワイトに変更され、キーボードはハーフトーンブルー(半透明な青色)となっている。
MPC-103
2000年11月30日発売。ラインアップはMPC-103M62Sのみで、OSをMicrosoft Windows Millennium Edition（Me）に変更し、CPUをMediaGXベースのGeode GX1 300MHz 動作電圧2.0V（ナショナル セミコンダクター製）、HDDを10GBにアップグレードしたマイナーチェンジモデル。PostPet等も引き続き付属する。

### MPC-200シリーズ
CPUにCrusoe TM5600（トランスメタ製）を採用したシリーズで、液晶は8.4インチに大型化し、ポインティングデバイスはスティック型となった。厚みは従来より4.4mm薄い21.0mmになったが重量は840gから990gに増加している。PCカードスロットの他にCFカード専用スロットを持つ他、USB1.1、IEEE1394、有線LAN、外部ディスプレイ接続などインターフェースは充実した。MPC-200系、MPC-210系が個人向けモデルで、MPC-220系が企業向けモデル。
MPC-205/MPC-206
シリーズの初期モデル。2001年3月12日発売のMPC-205はCPUが500MHz動作、96MBのメモリ（ユーザー領域80MB、増設最大192MB）、10GBのHDDを搭載した下位機種で、他方3月5日発売のMPC-206は600MHz動作CPU、128MBメモリ（ユーザー領域112MB）、20GBのHDDを搭載した上位機種となっている。OSはいずれもWindows Me。MPC-205をベースに筐体をパールピンク色としハローキティのデザインを施したものが、サンリオから「ハローキティ モバイルパソコンFIVA」の商品名で、2001年3月下旬より限定500台が185,000円で販売された。
MPC-206VL
2001年7月上旬発売。MPC-206をベースにHDDを30GBに増量したほか、基板のリビジョンの変更により増設時の最大メモリ容量を256MBとしたモデル。バッテリーも長時間駆動が行えるようになった。OSは通常のWindows Meのほか、Midori Linux（Linux 2.4ベースのトランスメタ製ディストリビューション）を利用した独自環境でも起動できるデュアルブート仕様となり、本体右側に設けられたスイッチによって選択ができる。外装も205/206のシルバーと緑色の組み合わせから緑色の部分が青色のものへと変更された。
MPC-225系
2001年8月下旬に発売された企業向けモデル。OSにMicrosoft Windows 2000 Professional、CPUが500MHz動作、160MBのメモリ（ユーザー領域144MB、増設最大256MB）、20GBのHDDを搭載している。HDD上にシステムリカバリ用の領域を用意しており、スイッチ操作でシステム環境の初期化が行える独自のリカバリシステムを持つ。パッケージとしては通常モデルのMPC-225BSのほか、大容量バッテリーを付属したMPC-225BLがラインアップされた。
MPC-216XL
2001年11月21日発売。デュアルブート構造はそのままに、Windows側のOSをMicrosoft Windows XP Home Editionに更新したモデル。ハードウェアはMPC-206VLがベースだが、HDD容量は半分の15GBとなっている。

### タブレット型
入力デバイスをスタイラスとテンキーのみとしたタブレットPCタイプのモデルはMediaGX世代とCrusoe世代に各1機種が発売された。販売ルートはいずれも企業向け。
MPC-501系
1999年8月下旬発売。OSにWindows 98、CPUにMedia GXmの200MHz 動作電圧2.2Vで、メモリは32MB（増設最大96MB）、HDDは3.2GBを搭載。モデムを内蔵したMPC-501M32と、RS-232Cポートを内蔵したMPC-501M33がラインアップされた。商品名は「CASSIOPEIA FIVA ペンタイプ」。
MPC-701
2002年7月下旬発売。OSにWindows 2000 Professional（Service Pack 2）、CPUにCruosoe TM5800の800MHz動作版、メモリは128MB（ユーザー領域112MB、増設最大384MB）、HDDは20GBを搭載。微透過型TFT液晶、防滴・耐衝撃ボディを採用している。結果的にFIVAシリーズ最後の機種となった。

### 仕様表
| 型名            | OS仕様                                 | 液晶パネル              | 解像度  | CPU                          | RAM   | HDD    | 内蔵モデム   | 形状       | 連続駆動（大容量） | 初発売     |
| --------------- | -------------------------------------- | ----------------------- | ------- | ---------------------------- | ----- | ------ | ------------ | ---------- | ------------------ | ---------- |
| MPC-101M31      | Windows 98                             | 6.7" HAST（65,536色）   | 800x600 | MediaGXm 200MHz              | 32MB  | 2.1GB  | なし         | ノート     | 3時間（6時間）     | 1998年11月 |
| MPC-101M32      | Windows 98                             | 6.7" HAST（65,536色）   | 800x600 | MediaGXm 200MHz              | 32MB  | 3.2GB  | V.90/K56flex | ノート     | 3時間（6時間）     | 1998年11月 |
| MPC-102M62/M62S | Windows 98 Second Edition              | 6.7" HAST（65,536色）   | 800x600 | MediaGXm (Geode GXLV) 233MHz | 64MB  | 6.0GB  | V.90/K56flex | ノート     | 3時間（6時間）     | 1999年11月 |
| MPC-103M62S     | Windows Me                             | 6.7" HAST（65,536色）   | 800x600 | Geode GX1 300MHz             | 64MB  | 10.0GB | V.90/K56flex | ノート     | 3時間（6時間）     | 2000年10月 |
| MPC-205         | Windows Me                             | 8.4" TFT（1677万色）    | 800x600 | Crusoe TM5600 500MHz         | 96MB  | 10.0GB | V.90/K56flex | ノート     | 4.5時間（9時間）   | 2001年03月 |
| MPC-206         | Windows Me                             | 8.4" TFT（1677万色）    | 800x600 | Crusoe TM5600 600MHz         | 128MB | 20.0GB | V.90/K56flex | ノート     | 4.5時間（9時間）   | 2001年03月 |
| MPC-206VL       | Windows Me & Midori Linux              | 8.4" TFT（1677万色）    | 800x600 | Crusoe TM5600 600MHz         | 128MB | 30.0GB | V.90/K56flex | ノート     | 5時間（10時間）    | 2001年07月 |
| MPC-216XL       | Windows XP Home Edition & Midori Linux | 8.4" TFT（1677万色）    | 800x600 | Crusoe TM5600 600MHz         | 128MB | 15.0GB | V.90/K56flex | ノート     | 5時間（10時間）    | 2001年11月 |
| MPC-225BS/BL    | Windows 2000 Professional              | 8.4" TFT（1677万色）    | 800x600 | Crusoe TM5600 500MHz         | 160MB | 20.0GB | V.90/K56flex | ノート     | 4.5時間（9時間）   | 2001年8月  |
| MPC-501M32      | Windows 98                             | 6.7" HAST（65,536万色） | 800x600 | MediaGXm 200MHz              | 32MB  | 3.2GB  | V.90/K56flex | タブレット | 3時間（6時間）     | 1999年8月  |
| MPC-501M33      | Windows 98                             | 6.7" HAST（65,536万色） | 800x600 | MediaGXm 200MHz              | 32MB  | 3.2GB  | なし         | タブレット | 3時間（6時間）     | 1999年8月  |
| MPC-701         | Windows 2000 Professional SP2          | 8.4" TFT（1677万色）    | 800x600 | Crusoe TM5800 800MHz         | 128MB | 20.0GB | V.90/K56flex | タブレット | 5時間（10時間）    | 2002年7月  |

## 業務用携帯端末（ハンディターミナル）
業務用携帯端末のうち、Windows CE系OSを搭載し、形状がPDAに近い機種にのみCASSIOPEIAロゴと名称が使用されている。バーコードスキャナ等はWindows CE系OS搭載であってもCASSIOPEIAロゴと名称は付けられない。
- DT-5000（国内）／IT-70/700（海外）　－　Windows CE 3.0 Pocket PC ／ NEC VR4122 150MHz ／ 2001年
- DT-5100（国内）／IT-500（海外）　－　Windows CE .NET 4.1 ／ Intel PXA255アプリケーション・プロセッサ 400MHz ／ 2003年
- DT-10（国内）／IT-10（海外）　－　Windows Mobile 2003 Second Edition Software for Pocket PC ／ Intel PXA270アプリケーション・プロセッサ  416MHz ／ 2004年11月　（東日本旅客鉄道株式会社の車掌用端末/車内補充券発行機として採用された）
- DT-5200（国内）／IT-600（海外）　－　Windows CE 5.0 ／ Intel PXA270アプリケーション・プロセッサ 520MHz ／ 2005年10月
- DT-5300（国内）／IT-800（海外）　－　Windows Embedded CE 6.0R2 または Windows Mobile 6.5 ／ Marvell PXA320 624MHz ／ 2009年9月

## 参考資料

### ニュースリリース
※一部はInternet Archive保存リンク。
- 1996-11-18 ハンドヘルドPC“カシオペア”を発売 - A-10/A-11
- 1997-06-25 ハンドヘルドPC“カシオペア”日本語版を発売 - A-50/A-51/PA-2000/PA-2100
- 1999-03-15 デジタル動画やMP3サウンドが手のひらサイズで楽しめるカラー“パームサイズPC” - E-500/E-507
- 1999-05-17 高精細液晶を搭載した企業向けペンコンピュータ - MPC-501
- 2000-10-16 6.7型高精細SVGA液晶を搭載したA5サイズパソコン
- 2001-02-14 「CrusoeTM」を搭載したA5ファイルサイズのモバイルPC - MPC-205/MPC-206
- 2001-07-17 「CrusoeTM」を搭載した企業専用のモバイルPC - MPC-225
- 2002-05-16 屋内外の作業に対応した企業向けペンPC - MPC-701

### 報道 Handheld PC機
- 1996-11-18 カシオ、Windows CE搭載ハンドヘルドコンピューター「CASSIOPEIA」発表 - A-10/A-11
- 1996-11-20 カシオのWindows CEマシン、ヨドバシカメラで開催中の「Windows Fest'97」で展示 - A-11J
- 1997-03-19 カシオ、Windows CEのサードパーティ製ソフト紹介ページを開設
- 1997-05-14 カシオはWindows CE搭載のCASSIOPEIAと国産アプリ群をデモ
- 1997-06-25 カシオ、Windows CE日本語版搭載ハンドヘルドPC 「カシオペア」を7月10日発売 - A-50/A-51/PA-2000/PA-2100
- 1997-07-10 日本語版Windows CE搭載カシオペアの出足は好調
- 1997-11-19 COMDEX Fall '97会場レポート第1弾 ～Windows CE 2.0搭載H/PCが出揃う～ - A-20
- 1997-11-25 カシオ、カシオペアに上位機種を追加 - A-51V
- 1997-12-09 カシオ、「カシオペア」のWindows CE 2.0英語版アップグレードサービス - A-11J
- 1997-12-11 カシオ、英語版Windows CE 2.0機を国内で発売 - A-20J
- 1998-04-14 カシオ、日本語版Windows CE 2.0搭載の「カシオペア A-55V」 - A-50/A-51/A51V/A-55V
- 1998-06-08 カシオ、カシオペアのWindows CE 2.0 アップグレードサービス - A-50/A-51/A-51V
- 1998-07-06 カシオ、カシオペアのWindows CE 2.0アップグレードサービスを休止 - A-50/A-51/A-51V
- 1998-07-28 カシオ、640×240ドットの液晶を搭載したカシオペア - A60

### 報道 パームサイズ機
- 1998-01-09 速報：米Microsoft、Windows CEベースのPalm PC、Auto PCを発表 - E-10
- 1998-04-20 米Casio、Palm-size PC「E-10」5月初旬に発売 - E-10
- 1998-12-03 カシオ、日本語版Palm-size PC「CASSIOPEIA E-55」 - E-55
- 1999-03-15 カシオ、TFTカラー液晶を搭載したPalm-size PC - E-500/E-507
- 1999-05-25 プロカメラマン山田久美夫のビジネスシヨウ '99 TOKYOデジタルフォトレポート
- 1999-10-27 ブルーのカシオペア、11月22日発売 - E-65/E-503

### 報道 FIVA
- 1998-09-01 カシオのA5ノートは低電圧型のMediaGXを搭載
- 1998-09-21 カシオ、A5サイズミニノート「CASSIOPEIA FIVA」 - MPC-101M31/MPC-101M32
- 1998-12-22 【INTERVIEW】ハードの答えは出した、次は使い方の提案－－『CASSIOPEIA FIVA』開発者インタビュー
- 1999-09-02 カシオ、ミニノートCASSIOPEIA FIVAに新型 - MPC-102M62
- 2000-05-18 カシオ、A5サイズのノートパソコン『CASSIOPEIA FIVE』の新機種を発表 - MPC-102M62S
- 2000-11-09 カシオ、Crusoe搭載のA5ファイルサイズパソコンを開発
- 2001-02-14 カシオ計算機が、Crusoe搭載「FIVA」を3月上旬に発売 - MPC-205/MPC-206
- 2001-02-15 キティのノートは「Crusoe」搭載 - CASSIOPEIA FIVA限定モデル500台発売 - MPC-205
- 2001-06-14 カシオ、Crusoe搭載ノートパソコン『CASSIOPEIA FIVA』を発表 - MPC-206VL
- 2001-07-17 カシオ、CrusoeとWindows 2000を搭載した企業向けA5ノートを発売 - MPC-225
- 2001-11-08 カシオ、2つのOSを搭載したカシオペア ファイバの新機種を発表 - MPC-216XL
- 2002-05-16 カシオ、企業向けペン入力コンピュータ「カシオペアFIVA MPC-701」を発表 - MPC-701